# Robert Schäfer
Robert Schäfer (ur. 1905, zm. ?) – zbrodniarz hitlerowski, członek załogi niemieckiego obozu koncentracyjnego Mauthausen-Gusen i SS-Unterscharführer.
Członek NSDAP od 1933 i Waffen-SS od 1 stycznia 1940. Od 1 lutego 1941 pełnił służbę w Gusen, podobozie KL Mauthausen, jako strażnik. 1 marca 1942 został maszynistą w kamieniołomie w komandzie St. Georgen i funkcję tę sprawował do wyzwolenia obozu. Schäfer bił więźniów i składał na nich raporty, za co skazywani oni byli na różne kary.
W procesie załogi Mauthausen-Gusen (US vs. Hans Giovanazzi i inni) skazany został na 5 lat pozbawienia wolności.